# Вальтон, Вильям
Вильям (Вилим) Вальтон (англ. William Walton; ум. 4 (15) декабря 1743, Москва) — российский мореплаватель английского происхождения, лейтенант российского императорского флота, участник Великой Северной экспедиции.

## Биография
Поступил на русскую службу 23 октября (3 ноября) 1723 года в звании штурмана, 12 (23) января 1730 года произведён в лейтенанты.
18 (29) января 1733 года по новому штату написан в лейтенанты майорского ранга и по требования капитана-командора В. И. Беринга назначен во Вторую камчатскую экспедицию. По личной просьбе М. П. Шпанберга включён в состав Южного отряда.
Во время экспедиции возглавил дубель-шлюпку «Надежда», с которой совершил 2 плавания в 1738 и 1739 годах. Во время первого плавания прошёл дальше всех кораблей на юг до Иессо. Во время экспедиции, в том числе и экипажем Вальтона отдельно от других, открыто 26 Курильских островов. Во время второго плавания отстал от корабля Шпанберга и пришёл в Японию на несколько дней позже к восточному берегу острова Ниппон, дойдя до широты 34°30' с. ш., где пробыл около 2 недель. Это плавание отмечено курьёзным случаем: в связи с тем, что он постоянно пытался отстать, Шпанберг приказал команде «Надежды» в случае, если Вальтон снова попытается уйти, не слушаться его. Впрочем, это не помогло: в Японию Вальтон прибыл на 4 дня позже и значительно южнее Шпанберга.
Участвовал в интриге против Шпанберга (который якобы не был в Японии), результатом которой стал приказ о проверке открытий 1739 года.
На время отсутствия главы отряда и после отплытия Беринга в 1739—1740 годах он, уже ставший капитаном 3 ранга, был начальником всех экспедиционных сил в Охотске.
В 1741 году исследовал Охотское море между устьями рек Иня и Улья. В третье плавание 1742 года Шпанберг его уже не брал.
Вильям Вальтон умер 4 (15) декабря 1743 года при переезде из Сибири в Москву.

## Память
В 1946 году в честь Вилима Вальтона назван мыс на острове Зелёный (Курильские острова).